# Алкантара (материјал)
Алкантара је робна марка од синтетичког текстилног материјала. Има меку хрпу од микровлакана као антилоп кожа, а одликује се издржљивошћу. Алкантара се најчешће применјује у аутомобилској индустрији, као замена за кожу и винил у унутрашњости возила. Такође се користи у дизајну, моди, потрошачкој електроници и поморској индустрији. Алкантара се производи комбиновањем напредног процеса предења (стварајући двокомпонентна влакна са врло ниским дензером) и хемијских и текстилних процеса производње (пробијање, иглање, екстракција, завршна обрада, бојење итд.) међусобно комуницирају.

## Састав
Алкантара се састоји од око 68% полиестера и 32% полиуретана, чиме се повећава трајност и отпорност на мрље. Изглед и тактилни осећај материјала сличан је ономе од антилоп коже и може се погрешно идентификовати као такав. Овај материјал је развио почетком 1970-их Мииосхи Окамото, научник који ради за јапанску хемијску компанију Тораи Индустрија. Заснована је на истој технологији као и други производ исте компаније под називом Ултрасуеде. Око 1972. заједничко улагање између италијанске хемијске компаније ЕНИ и Тораи основало је Алкантара СпА у циљу производње и дистрибуције материјала. Компанија је сада у власништву Тораиа и Митсуија. Неке верзије служе као средство против пожара како би се испунили одређени стандарди и за намештај и за аутомобиле.

## Примена
Aлкантара се применјује за намештај, одећу, накит, сигурносне кациге и аутомобиле. Користи у опремању седишта, украса на инструментној табли и наслона за главу од стране многих добављача врхунских аутомобила. Често се користи као прекривање мењача у многим возилима. Луи Витон користи облоге алкантара у многим својим торбама. Појављује се у сарадњи с Такаши Мураками под креативним водством модног дизајнера Марка Џејкобса, где у вишебојном монограму торбе имају светлу фуксија(љубичасто-црвена) алкантара поставу. Алкантара се користи као материјал за прекривање возачког седишта за тркачке аутомобиле Формуле 1, укључујући аутомобил Вилиамс Формула 1 (2011) ФВ33. Такође се користи као заштитни материјал за слушалице високог квалитета, укључујући Сенхајсер ХД800, Сенхајсер Моментум Он-Ер и Боуз КвајетКомфорт 35 као и за остале потрошачке производе, попут Микрософтовог поклопца Алкантара тастатуре за Сурфаце Про (2017) и Сурфаце Го, Мајкрософт Сурфис лаптоп тастатура и Самсунгови поклопци паметних телефона Галакси С8, С8 +, С9, С9 + и Ноут 8. Алкантара се такође користи у свемирској капсули Црев Драгон.